# Manuel Fourcade
Pour les articles homonymes, voir Fourcade.
Jacques-Manuel Fourcade est un avocat et homme politique français né le 5 août 1862 à Prades (Pyrénées-Orientales) et mort le 26 décembre 1943 à Vic-en-Bigorre (Hautes-Pyrénées).

## Biographie
Fils d'un ancien premier président de cour d'appel de Lyon et petit-fils de Jacques-Marie Fourcade, il se lance dans une carrière d'avocat. En 1890, il est premier secrétaire de la conférence du stage et intègre le cabinet d'Henry du Buit, bâtonnier de l'ordre, dont il épouse la fille. Avocat très réputé, il prend part à la plupart des grandes affaires de l'entre-deux-guerres. Il est conseil de la Ville de Paris, des grandes banques, des compagnies de chemin de fer. Il est également bâtonnier de l'ordre des avocats de Paris.
Conseiller général du canton de Vic-en-Bigorre de 1919 à 1931, il est aussi maire de Vic-en-Bigorre de 1925 à 1940. Il est élu sénateur des Hautes-Pyrénées de 1927 à 1943.
Il est le père de Jacques Fourcade, député des Hautes-Pyrénées.